# Force aérienne afghane
 (janvier 2022).
La Force aérienne afghane (Pachto: دافغانستان هوائی قوا, Dari : قوای هوائی افغانستان, Anglais : Afghan Air Force ou AAF), est l'une des branches des forces armées afghanes, responsable de la défense aérienne du territoire afghan. Elle est divisée en trois escadres dans les années 2010, avec la 1re escadre de Kaboul, la 2e escadre de Kandahar et la 3e escadre de Shindand. Le centre de commandement de la force aérienne afghane est situé sur l'aéroport international de Kaboul et la base aérienne de Shindand dans la province de Hérât sert de terrain d'entraînement principal.
Elle est officiellement créée en 1924. Dans les années 1980 les Soviétiques mettent en place la Force aérienne de la République démocratique d'Afghanistan, pour lutter contre l'insurrection moudjahidine. En 1992, l'effondrement du gouvernement de Najibullah et la poursuite des conflits en une guerre civile entre plusieurs factions moudjahidines, tout au long de la décennie, a réduit la force aérienne afghane à de faibles unités disposant de capacités minimales. À l'automne 2001, lors de la campagne de bombardement de la coalition sur l'Afghanistan, ce qui restait de ces forces aériennes est neutralisé. Une force aérienne afghane put renaître de ses cendres en 2005, notamment grâce à l'aide de l'OTAN, de l'ISAF, et des États-Unis (3,1 milliards de dollars d'investissement entre 2010 et 2015). Son sort est en suspens après la prise de Kaboul par les talibans le 15 août 2021.

## Histoire
L'histoire de l'aviation militaire afghane a commencé le 22 août 1924, mais la plupart des avions afghans sont détruits pendant la guerre civile qui avait commencé en décembre 1928. Avant 1937, un important plan de reconstruction est engagé. Ainsi, de la fin des années 1930 jusqu'à la Seconde Guerre mondiale, deux biplans constituèrent le gros de la force aérienne afghane : le chasseur-bombardier léger britannique Hawker Hind et le rustique mais vulnérable IMAM Ro.37, un appareil d'observation d'origine italienne. Le Hawker Hind est resté à l'inventaire jusqu'en 1957. En 1947, la force aérienne fut rebaptisée Force aérienne royale afghane, un nom qu'elle conserva jusqu'aux bouleversements politiques de 1973.

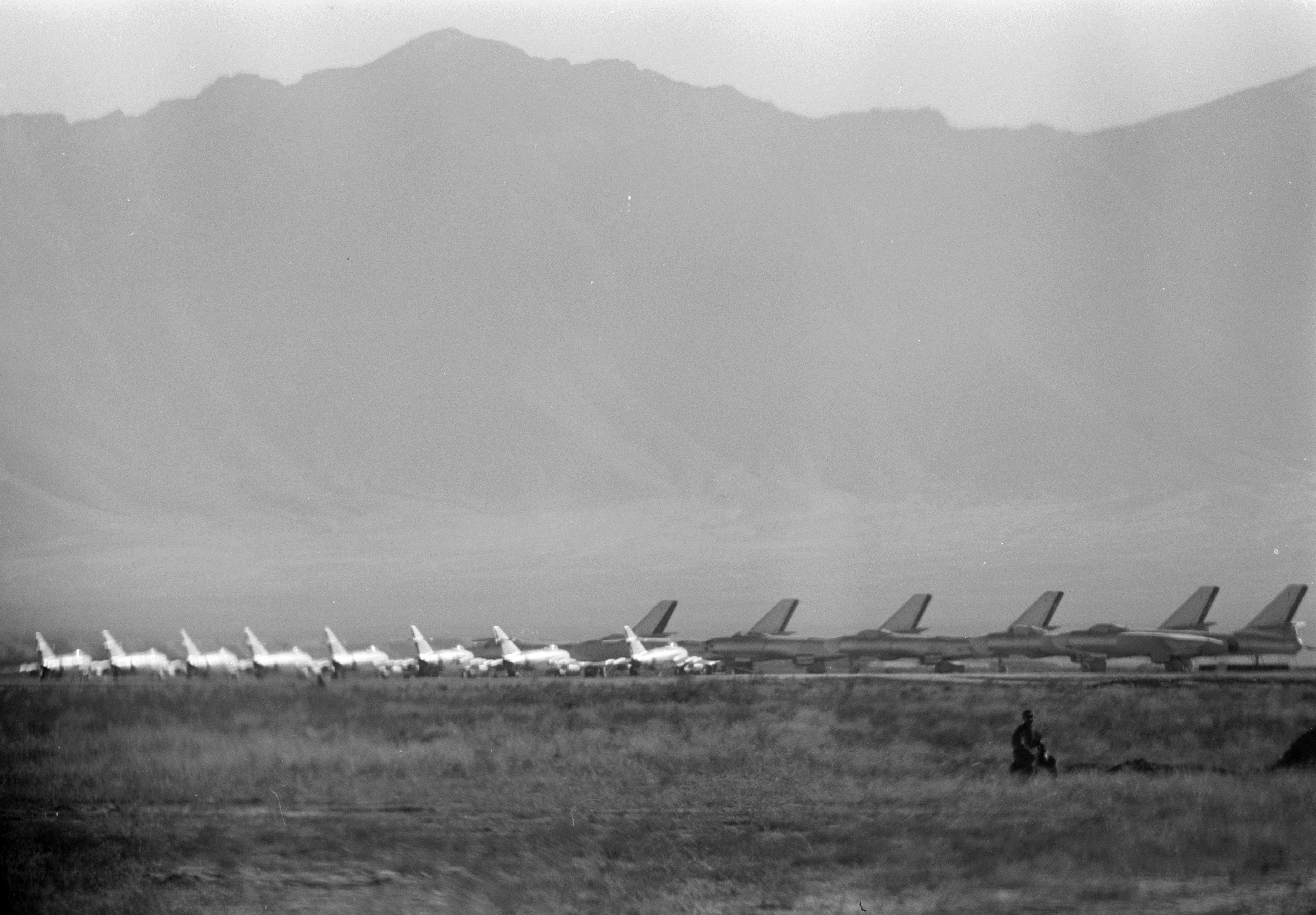
Chasseurs MiG-15 afghans et bombardiers Il-28 en 1959.

En 1960, la force aérienne royale afghane déployait une centaine d'aéronefs, dont les chasseurs MiG-15, les bombardiers légers Il-28, quelques avions de transports et des hélicoptères. À cette époque, un petit nombre de pilotes afghans étaient en formation aux États-Unis, d'autres faisaient de même en Union soviétique, en Inde et dans plusieurs pays européens. En 1973, le roi Zaher Shah est renversé par Mohammed Daoud Khan. Durant ses cinq années au pouvoir, jusqu'au coup d'État communiste de 1978, Daoud comptait sur l'URSS pour améliorer les capacités militaires de la force aérienne afghane, notamment par l'acquisition des nouveaux modèles soviétiques MiG-21, An-24 et An-26. Pourtant, jusqu'au milieu des années 1970, la force aérienne est restée relativement faible et ne s'est développée qu'après l'invasion soviétique, destinée à soutenir le régime communiste afghan contre une insurrection croissante. La force aérienne a été richement dotée par la suite - sans doute près de 400 avions dans le milieu des années 1980 - mais beaucoup d'entre eux ont été pilotés et entretenus par des "conseillers" tchèques et cubains. Les Soviétiques ont souvent été réticents à confier aux pilotes afghans les derniers modèles d'avions ou des missions de haute priorité et, en effet, un certain nombre de ces pilotes ont été tout aussi réticents à mener des frappes aériennes contre leurs compatriotes.
La force aérienne afghane était ainsi à son apogée dans les années 1980 et au début des années 1990, ce qui provoqua une certaine inquiétude de la part des pays voisins. Le service aérien comptait au moins 7 000 personnes, et plus de 5 000 conseillers étrangers. Il possédait au moins 240 avions de combat à voilure fixe (avions de chasse, chasseurs-bombardiers, bombardiers légers), 150 hélicoptères, et peut-être 40 avions de transport Antonov, ou davantage, de différentes versions (An-26, An-24 et An-2). Au milieu de la guerre, la force aérienne disposait du matériel suivant :
- 90 intercepteurs MiG-17 - un régiment de MiG-17 et MiG-19 déclaré à Mazar-i-Sharif en 1990[2].
- 45 intercepteurs MiG-21 - en 1990, trois escadrons de MiG-21 furent déclarés à la base aérienne de Bagram[2].
- 60 chasseurs-bombardiers Su-7, Su-17 - 48 Su-7BM furent livrés à partir de 1970, formant l'équipement de deux escadrons de chasse/attaque au sol de la base aérienne de Shindand[3].
- 45 bombardiers légers Il-28.
- 150 hélicoptères Mi-8, Mi-24.

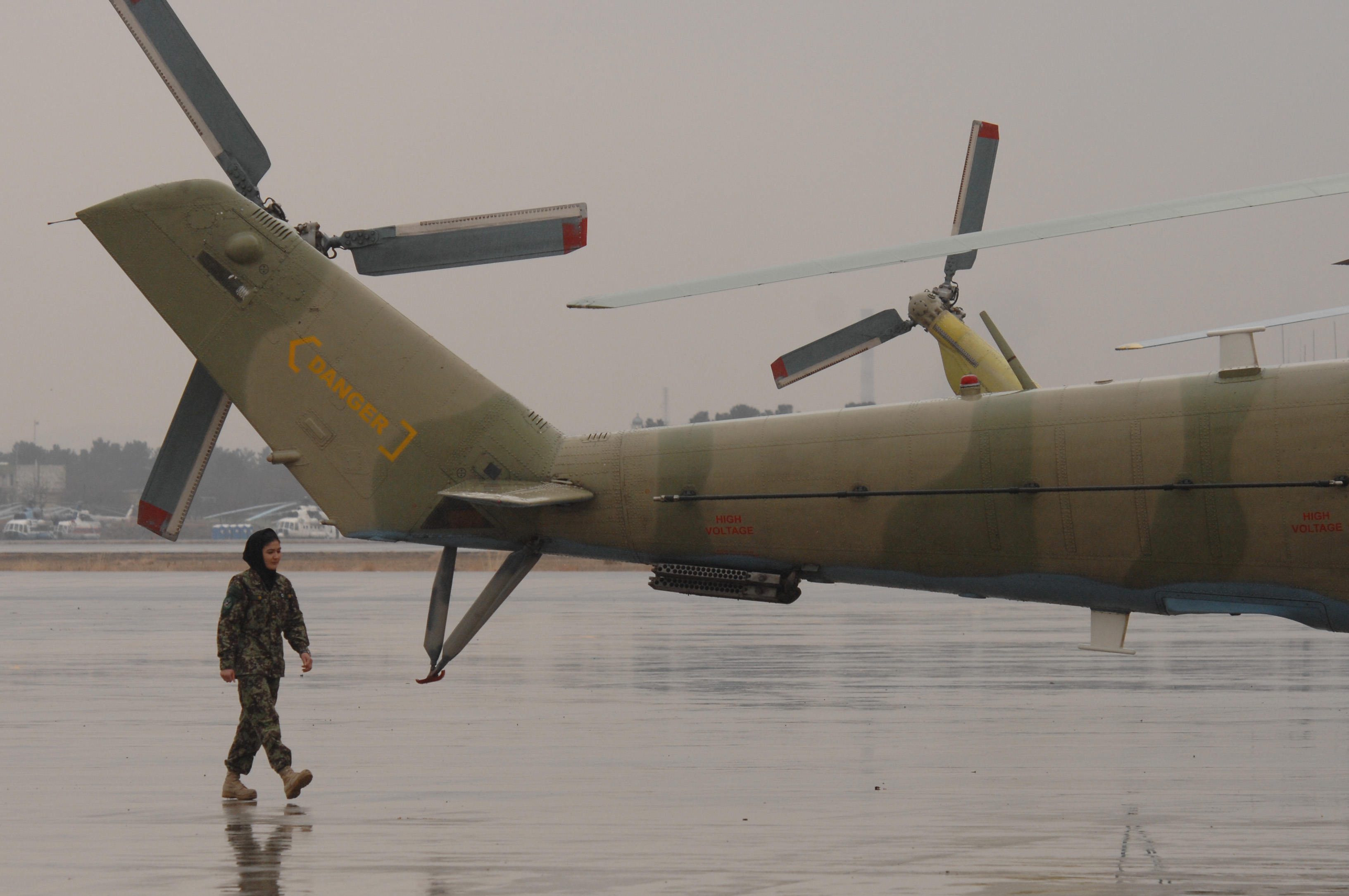
Formatrice afghane en 2011.

Une autre estimation de 1988 a dressé un tableau plus détaillé de la force aérienne en Afghanistan :
- 322e régiment aérien, base aérienne de Bagram, trois escadrons de chasse de 40 MiG-21.
- 321e régiment aérien, base aérienne de Bagram, trois escadrons de chasse/bombardier de Su-7/Su-22.
- 393e régiment aérien, base aérienne de Dehdadi, trois escadrons de chasse/bombardier de MiG-17.
- 355e régiment aérien, base aérienne de Shindand, trois escadrons de bombardiers de Il-28 et un escadron de chasse/bombardier de MiG-17.
- 377e régiment aérien, aéroport de Kaboul, trois escadrons d'hélicoptères de Mi-4, Mi-6, et Mi-8 avec un escadron de Mi-8 détachée à Shindand.
- 232e régiment aérien, aéroport de Kaboul, quatre escadrons d'hélicoptères de Mi-25 et Mi-17.
- ?e régiment aérien, aéroport de Kaboul, deux escadrons de transport de An-2 & An-26/30, et un escadron de transport VIP avec un Il-18 et 12 An-14.
- deux escadrons d'hélicoptères d'attaque Mi-24 à Jalalabad et Kaboul.
- Académie de la force aérienne, Kaboul, Yak-18 et L-39.
- Forces de défense aérienne composée de deux régiments SAM à Kaboul, un bataillon à Kandahar, et un régiment de radar à Kaboul.

Après le retrait soviétique et le départ des conseillers étrangers, la capacité opérationnelle de la force aérienne a régressé. Avec la chute du gouvernement Najibullah en 1992, le personnel a fortement diminué, à la suite de la rupture des différentes factions moudjahidin[pas clair]. À la fin des années 1990, le gouvernement taliban contrôlait la majeure partie des aéronefs restants, tandis que l'Alliance du Nord afghane exploitait un petit nombre d'hélicoptères et quelques avions de transport. Avec l'effondrement des moyens logistiques, la « cannibalisation » de survie des appareils a été généralisée. En automne 2001, les opérations de la coalition ont détruit la plupart des appareils survivants. En 2005, avec l'aide de l'OTAN et de l'ISAF, la force aérienne afghane fut recréée sous la dénomination Afghan Melli-e Ourdou. Ainsi, grâce au soutien financier de l'US Air Force, elle put acquérir de nouveaux hélicoptères et avions de transport.
Le 1er septembre 2021, les talibans ont fait voler un Black Hawk arborant le drapeau des talibans au-dessus de Kaboul.  Les hauts dirigeants des talibans ont annoncé leur intention de reconstruire l’armée de l’air.  Ils ont également encouragé les pilotes afghans formés par les États-Unis à retourner en Afghanistan. Cependant, seuls quelques pilotes sont revenus depuis la prise de pouvoir des talibans.
Le 11 janvier 2022, le ministre taliban de la Défense, le mollah Yaqoob, a demandé à l’Ouzbékistan et au Tadjikistan de restituer les avions utilisés par les pilotes afghans pour fuir le pays et a mis en garde contre les répercussions si les avions n’étaient pas restitués.
Le 6 février 2022, le porte-parole du ministère taliban de la Défense, Enayatullah Khwarizmi, a annoncé qu’environ cinq pilotes afghans étaient rentrés dans le pays et avaient repris leur travail.

### L'hélicoptère et l'Afghanistan

Mi-35 survolant le désert afghan

L'hélicoptère d'attaque Mil Mi-24 a une longue histoire en Afghanistan. L'aéronef a été intensivement exploité pendant l'invasion soviétique de l'Afghanistan, principalement pour attaquer les combattants moudjahidins, le bétail et des villages dans le cadre de la politique soviétique de la "terre brûlée".
À partir de 1986, les États-Unis fournirent aux moudjahidins, des lance-missiles sol-air, Stinger. Dans la première utilisation du Stinger en Afghanistan, des combattants moudjahidins abattirent trois des huit Mi-24 de l'Armée soviétique  qui approchaient de l'aérodrome de Jalalabad, un après-midi de septembre. Certains historiens soulignent cet événement de 1986 comme le point tournant de la guerre. Les pilotes soviétiques et afghans décidèrent de voler à une altitude où ils seraient moins vulnérables aux missiles, mais aussi moins efficaces dans des attaques au sol. Le Hind fut employé pendant toute la guerre et même appelé à exercer sa puissance dans les hautes montagnes afghanes, où la faible densité de l'air est problématique pour les hélicoptères.
En 1989, les deux premières femmes sont admises dans l'armée de l'air afghane : Laliuma Nabizada et Latifa Nabizada, qui obtiennent leur licence de pilote d'hélicoptère en 1991.
Globalement, le Hind s'est révélé efficace et très fiable, a gagné le respect des pilotes soviétiques et afghans ainsi que les Afghans ordinaires à travers le pays. Les moudjahidins ont surnommé le Mi-24, le Chariot du Diable en raison de sa réputation. Depuis la fin de la guerre afghano-soviétique, la guerre civile des années 1990, après les attentats du 11 septembre 2001 et des opérations de la coalition, l'AAF opère à nouveau sur le Hind, la version export qui est désignée le Mi-35, avec 9 exemplaires en service en 2010 dont 6 donnés par la république tchèque. En août 2009, ces Mi-35 ont atteint leur capacité opérationnelle initiale en termes d'attaque au sol. En décembre 2015, un seul est opérationnel sur les 5 restants. 4 Mi-24 sont offerts par l'Inde à partir de cette date. L'appui aérien sera assuré principalement par des hélicoptères légers MD-530 américains neufs.

Mais le principal hélicoptère utilisé par les forces afghanes est le Mil Mi-8 puis son successeur le Mil Mi-17; 65 ont été acquis par l'Afghanistan, avec des livraisons de 30 Mi-8 en 1971, et 35 Mi-17 en 1987. Dans les années 2000, 14 Mi-17 arrivés en provenance de Slovaquie, République tchèque et les Émirats arabes unis et un contrat passé par l'armée des États-Unis en mai 2011 porte sur la livraison de 21 hélicoptères de transport Mi-17B5 entre 2011 et 2011 par la Russie.

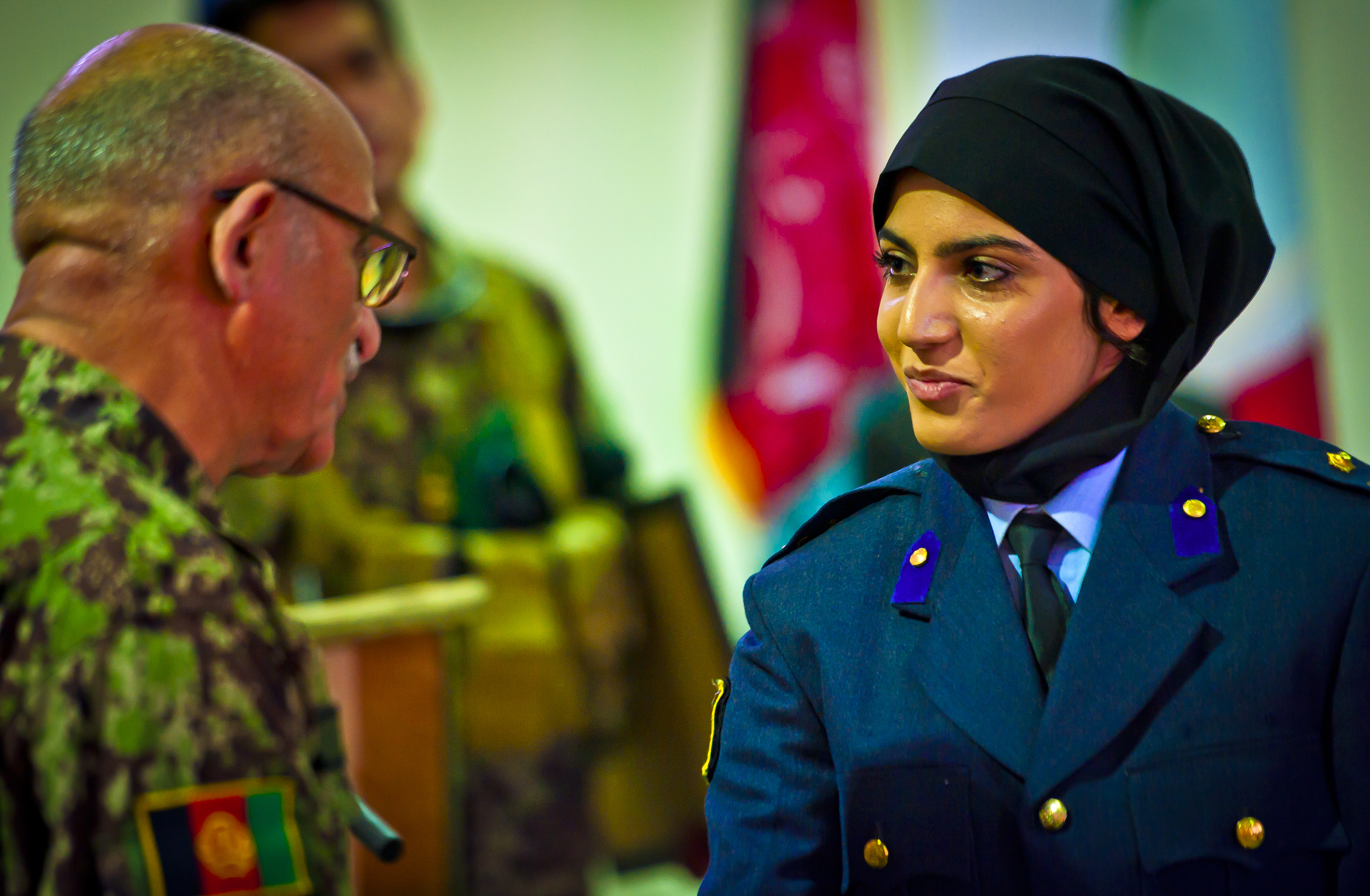
La sous-lieutenant afghane Niloofar Rahmani, ici en 2013.

Depuis 2011, les principaux hélicoptères d'attaque réceptionnés sont des Hughes MD 500F armés de mitrailleuses Herstal HMP de 12,7 mm avec montage en nacelles et de lance-roquettes M260 de 70 mm d'une portée de 8 km. 30 sont livrés en 2019 et un accidenté. Un contrat pour 12 autres exemplaires est signé en décembre 2019. L'objectif annoncé en 2017 est un total de 150 MD-500F. La même année, l'armée de l'air ouvre officiellement ses portes aux femmes, et Niloofar Rahmani devient la première pilote d'aéronefs à voilure fixe dans le pays.

### Entre 2008 et 2021
En janvier 2008, le président Hamid Karzaï déclara que la force aérienne de son pays s'était réincarnée après avoir inauguré son nouveau siège à l'aéroport de Kaboul fraîchement équipée de nouveaux avions. L'armée avait reçu 26 aéronefs neufs ou rénovés, dont des hélicoptères de combat, donnés par la République Tchèque. Avec l'argent des États-Unis, le gouvernement a également acquis des hélicoptères de transport et avions militaires ukrainiens.

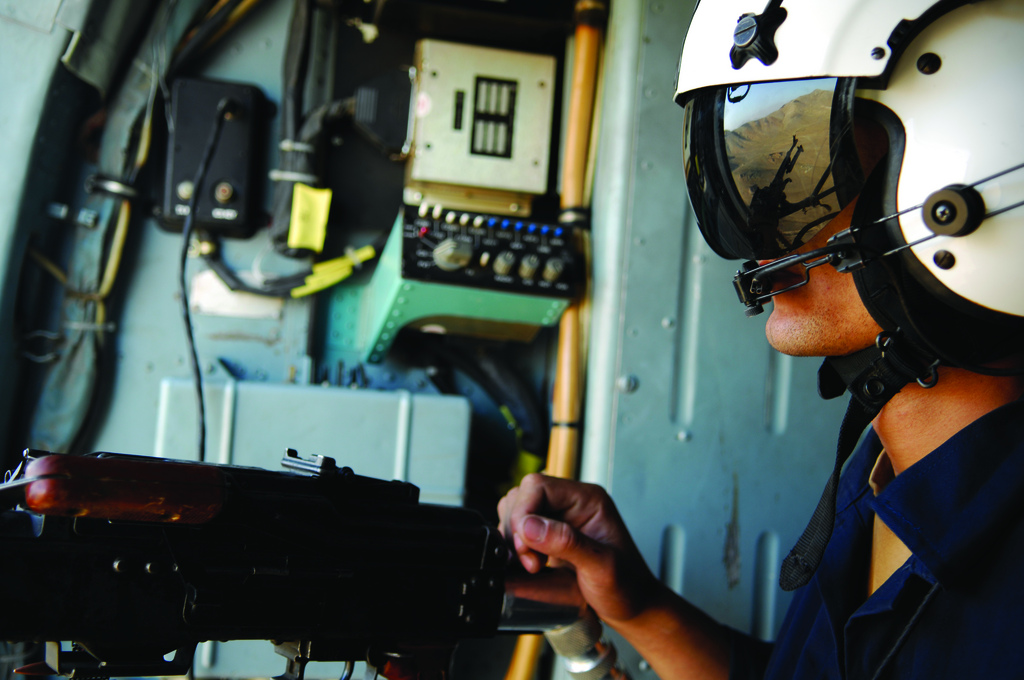
Tireur latéral d'un Mi-17 Hip de l'AAF.

En mars 2011, la force aérienne afghane comptait 44 aéronefs à voilure tournante et 13 à voilure fixe en état de fonctionner. En vertu d'une relation de partenariat entre le commandement américain, celui de l'entraînement aérien international de l'OTAN (NATC-A) et de l'AAF, la puissance aérienne en Afghanistan se reconstruit après plusieurs décennies de guerre. Cette reconstruction est en cours sur plusieurs fronts :
- Infrastructure - récemment ouverte[Quand ?], la zone de cantonnement Nord de l'aéroport international de Kaboul comprend le nouveau siège de l'AAF et la 201e escadre aérienne de Kaboul. Trois escadrons opérationnels, un à voilure fixe, un à voilure tournante et l'escadron de transport aérien présidentielle, y sont logés. En outre, de vastes installations sont en cours de construction sur l'aéroport international de Kandahar.

- Inventaire - en septembre 2009, l'AAF a commencé à recevoir des C-27A Spartan de transports tactiques rénovés et Mi-17V5 hélicoptères de transport. À la fin de 2011, l'AAF devait posséder 20 Spartan et 35 nouveaux Hip tout en continuant à faire fonctionner les anciens Mi-17 et de retirer la flotte des An-32 vers juin 2011. La croissance future de l'AAF peut dépendre de décisions encore à faire concernant la taille de l'armée nationale afghane qui, à son tour, permettra de déterminer les exigences de l'AAF. Dans un pays qui possède un terrain accidenté et un nombre limité d'options de transport terrestre, l'ANA est fortement tributaire des avions et des voilures tournantes pour le transport aérien de soldats et de fournitures, l'évacuation médicale, et le transport de restes humains. Le gouvernement afghan s'est également appuyé sur l'AAF pour le transport du matériel électoral pendant l'élection présidentielle de 2009.

Bien que le Mi-35 offre une capacité d'attaque au sol, il a été décidé l'achat d'avions d'attaque au sol/COIN et d'avions de reconnaissance pour la force aérienne afghane. Fin 2011, 20 A-29 Super Tucano sont commandés par les États-Unis au détriment du Beechcraft AT-6B Wolverine. Beechcraft ayant fait appel le contrat est annulé en février 2012 puis relancé dans la foulée et définitivement attribué à Embraer en février 2013. Les quatre premiers Super Tucano arrivent à Kaboul le 15 janvier 2016. En 2012, 18 Pilatus PC-12NG équipés pour des missions ISR et destinés à la Special Mission Wing sont commandés par le Pentagone à l'américain Sierra Nevada Corp. En mars 2015, 13 appareils étaient en service.
Les G.222 étant finalement retirés du service en 2012, l'US Air Force déclare que l'AAF recevrait 4 C-130H Hercules.

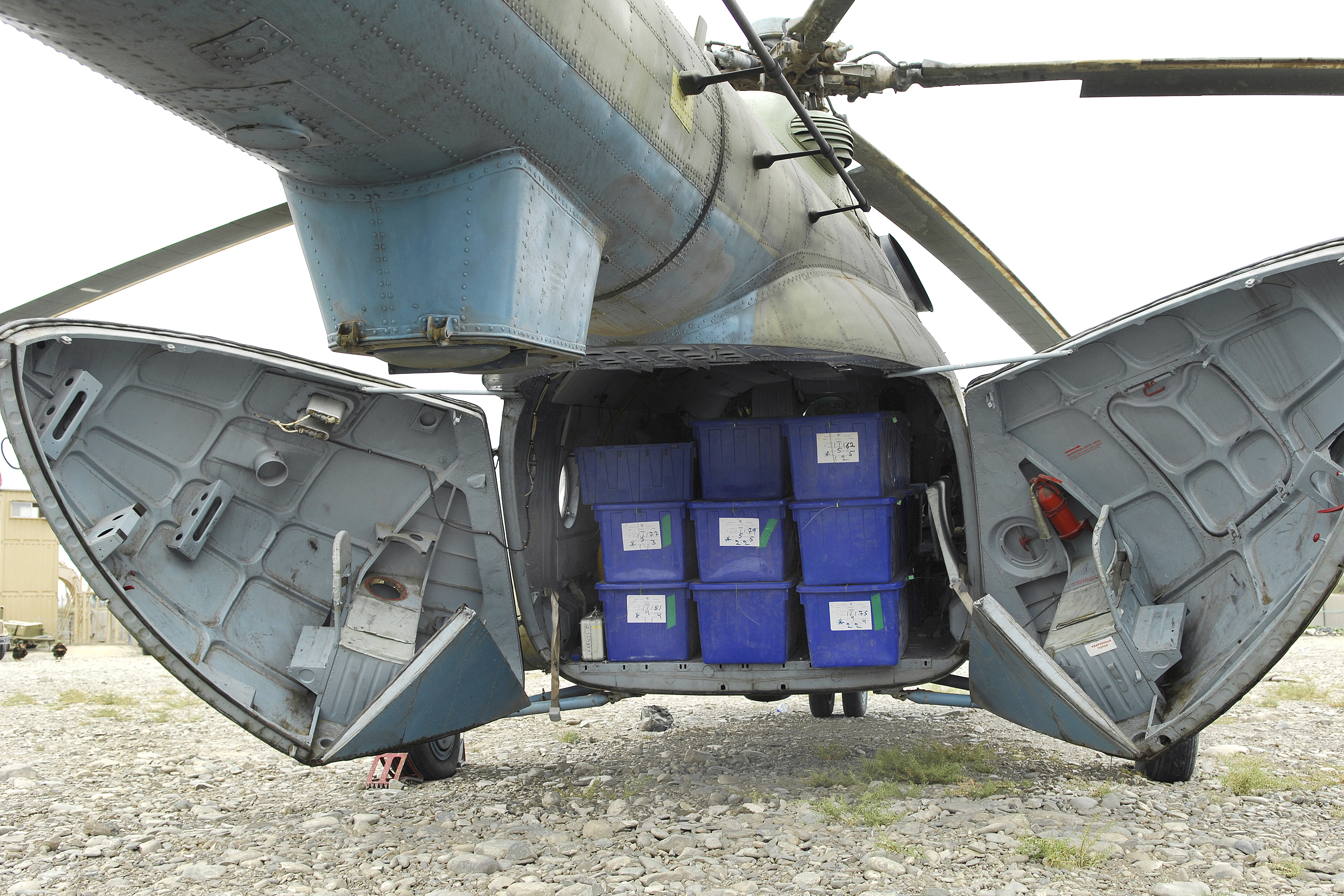
Chargement d'urnes à bord d'un hélicoptère Mi-17 lors de la préparation du scrutin. D'autres urnes ont été transportées par 3000 ânes

- Formation - en mai 2009, pour la première fois depuis plusieurs décennies, un certain nombre de pilotes afghans et de candidats-pilotes voyagèrent aux États-Unis dans le cadre de la formation linguistique en anglais, pour suivre une formation aux instruments pour les pilotes afghans et la formation de premier cycle pour les candidats-pilotes. Ce fut le début d'une initiative qui, dans les prochaines années, devrait permettre de produire un petit groupe de pilotes afghans expérimentés qui serviront comme l'épine dorsale du service aérien de l'Afghanistan pour la prochaine génération. D'autres programmes du NATC-A incluent l'apprentissage de la langue anglaise et des cours techniques pour le personnel de l'AAF dans différentes spécialités, comprenant la maintenance des aéronefs, la logistique, les communications, et l'ingénierie. En juin 2009, le corps aérien comptait environ 2 400 personnes avec un effectif prévu à 7 400 membres dans quelques années[18]. D'ici la fin de l'année 2011, la force aérienne afghane devrait compter un total de 4 900 aviateurs ou personnel au sol[19].

En 2009 il était prévu que cette force aérienne soit complètement opérationnelle en 2016. Elle devait alors disposer de 7 000 personnes et d'environ 120 aéronefs.
En 2010, sur ordre du président afghan, Hamid Karzai, le Corps aérien de l'armée nationale afghane (Afghan Melli-e Ourdou), qui comptait un effectif de 4 900 aviateurs, est renommé Afghan Air Force (AAF) .
L'offensive victorieuse des talibans en 2021 voit plusieurs appareils tomber entre leurs mains dont un hélicoptère Mil Mi-35 à l'aéroport de Kunduz. Son sort après la prise de Kaboul le 15 août 2021, ainsi que celui des autres composantes des forces afghanes formées par les États-Unis est en suspens à cette date.
Les 14 et 15 août 2021, lors de la prise de Kaboul, des centaines de membres de la force aérienne afghane ont fui le pays. Sur une image satellite prise le 16 août à l'aéroport de Termez (en) dans le sud de l'Ouzbékistan, on compte 26 hélicoptères (19 Mi-8/Mi-17 Hip, 7 UH-60 Black Hawk) et 22 avions (11 PC-12NG, 6 A-29 Super Tucano et 5 Cessna 208B Caravan/AC-208 Combat Caravan). Le 15 août, un A-29 Super-Tucano s'est écrasé après avoir traversé la frontière, les autorités ouzbèkes ont publié des rapports contradictoires sur la cause. Au moins treize autres avions (12 208B Caravan/AC-208 Combat Caravan et 1 PC-12NG) ont rejoint l'aéroport de Bokhtar au Tadjikistan. Début décembre 2021, 37 UH-60 devant être livré à l'ancien gouvernement sont aux États-Unis, au moins 7 Mi-17 et 17 MD-530F afghans ont été récupérés et envoyés au cimetière d'avions de la base aérienne Davis-Monthan.

### Anciennes dénominations et cocardes
Depuis sa création en 1924, la force aérienne afghane a changé plusieurs fois sa dénomination ainsi que sa cocarde.
| Dénomination                                                        | Cocarde     | Années      |
| ------------------------------------------------------------------- | ----------- | ----------- |
| Afghan Military Air Arm Branche aérienne militaire afghane          |             | 1924-1929   |
| Afghan Hawa-e Ourdou Force aérienne afghane                         |             | 1937-1947   |
| Royal Afghan Air Force Force aérienne royale afghane                |             | 1948-1973   |
| De Afghan Hanoi Quirah Force aérienne républicaine afghane          | 1973-1979   |             |
| De Afghan Hawa-e Quvah Force aérienne de l'armée afghane            |             | 1980-1983   |
| De Afghan Hanoi Quirah Force aérienne républicaine afghane          |             | 1983-1992   |
| Afghan Melli-e Ourdou Corps aérien de l'armée nationale afghane     |             | 2005-2009   |
| Afghan Hauai Quvah Force aérienne afghane                           | Depuis 2010 |             |
| Commandement général de l’armée de l’air د هوايي ځواک عمومي قومندان |             | Depuis 2021 |

## Organisation
En juin 2012, la force aérienne afghane possédait 96 aéronefs militaires et disposait d'un effectif d'environ 5 600 hommes et femmes. Elle est divisée en trois escadres :
- 1re escadre, Kaboul, Kaboul
- 2de escadre, Kandahar, Kandahâr
- 3e escadre, Shindand, Hérât

## Aéronefs

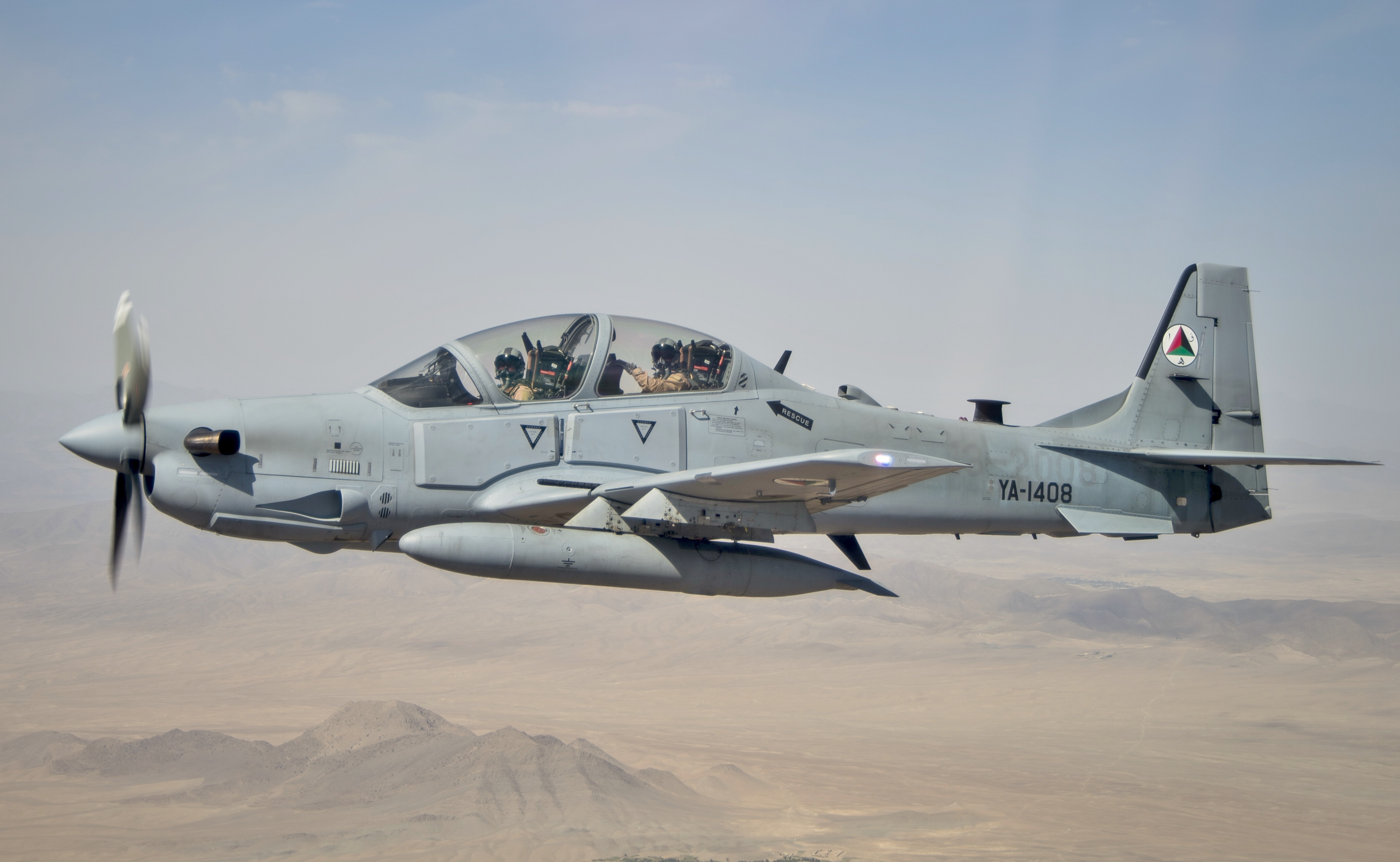
A-29 Super Tucano (2016)

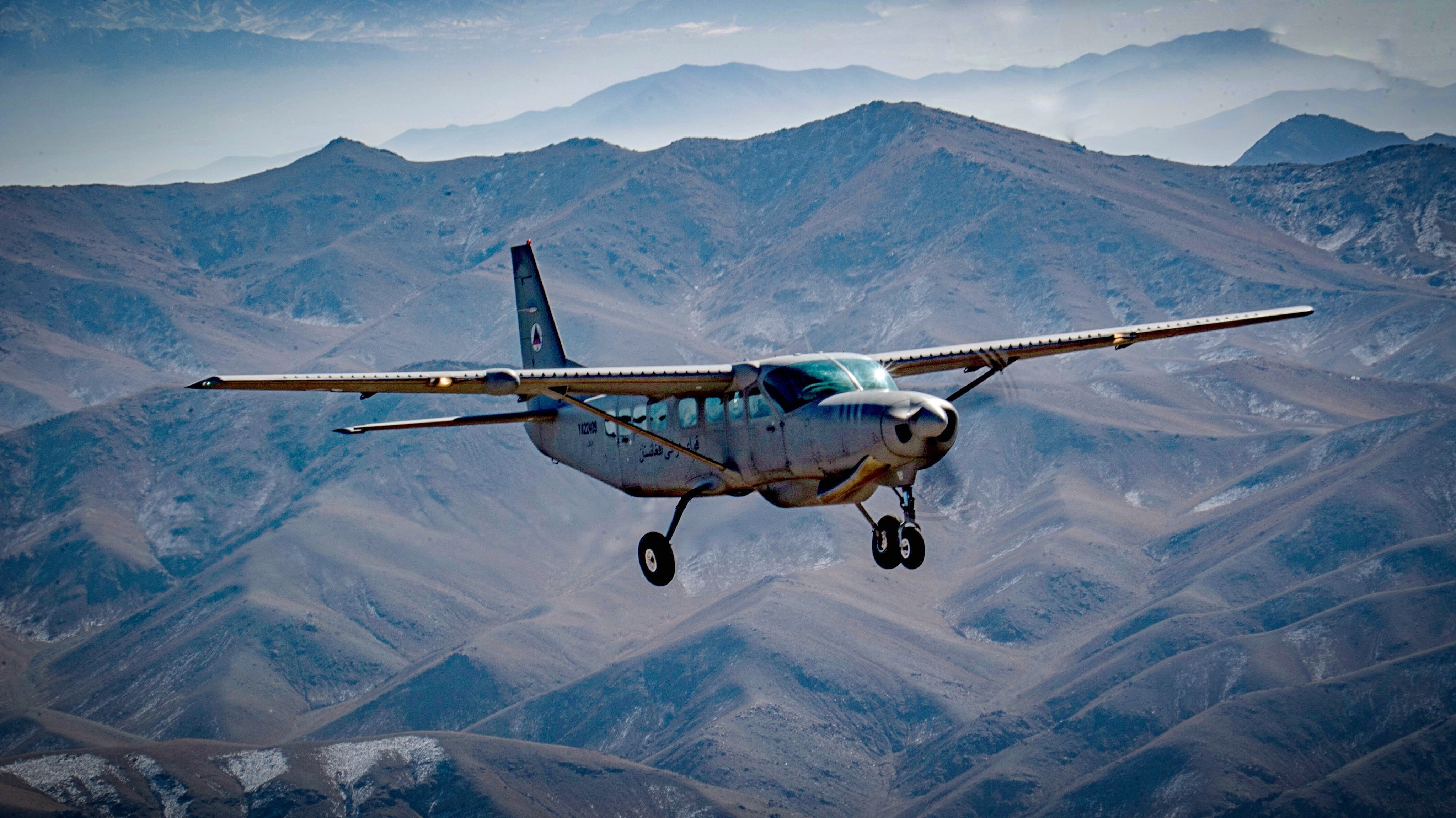
Cessna 208 Caravan (2018)

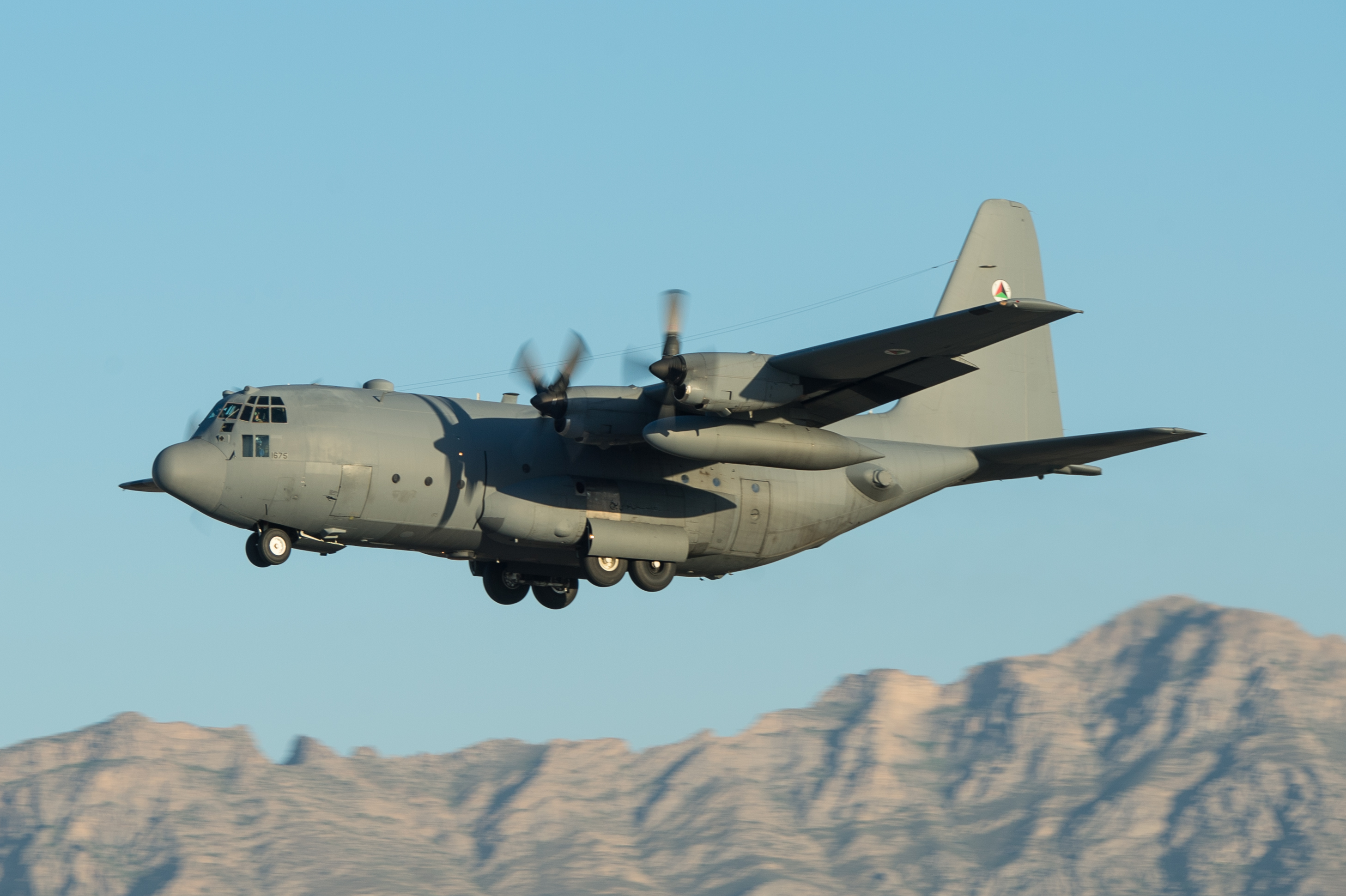
C-130H Hercules (2015)

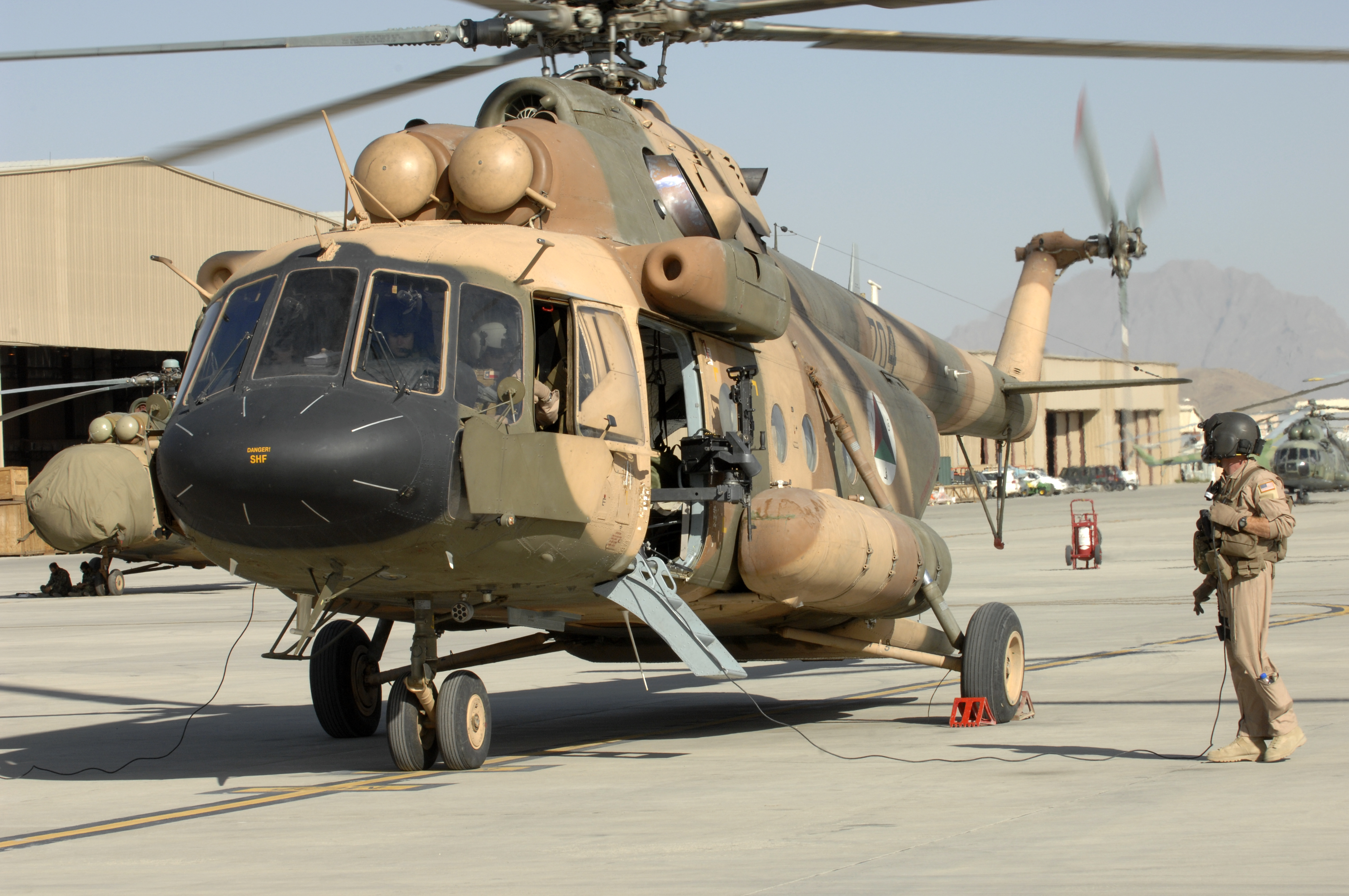
Mil Mi-17 Hip (2011)

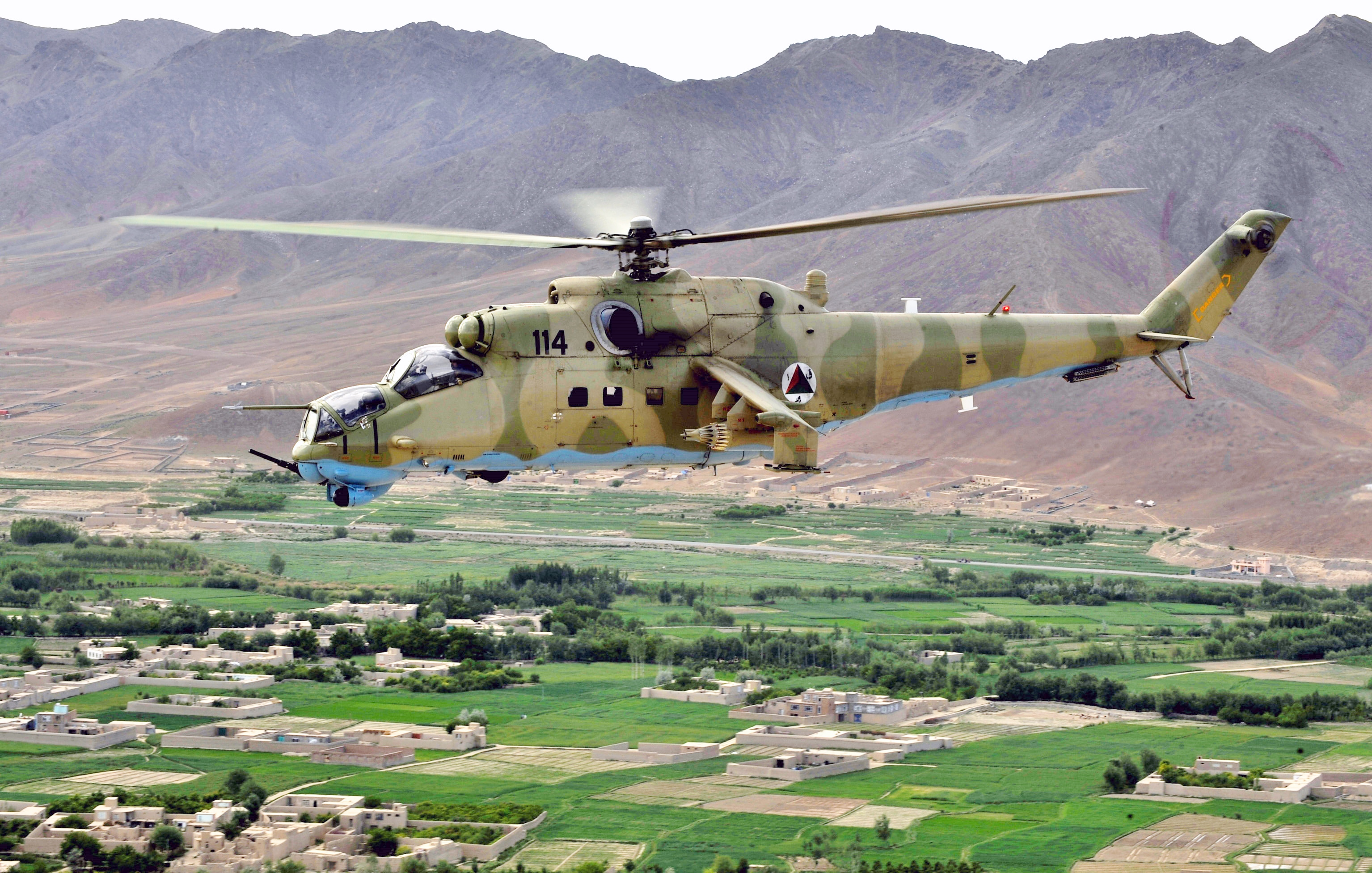
Mi-35 Hind piloté par le major hongrois Bela Lazar, OMLT auprès de l'AAF, et par le capitaine afghan Gholar Mohaiudin (mai 2011).

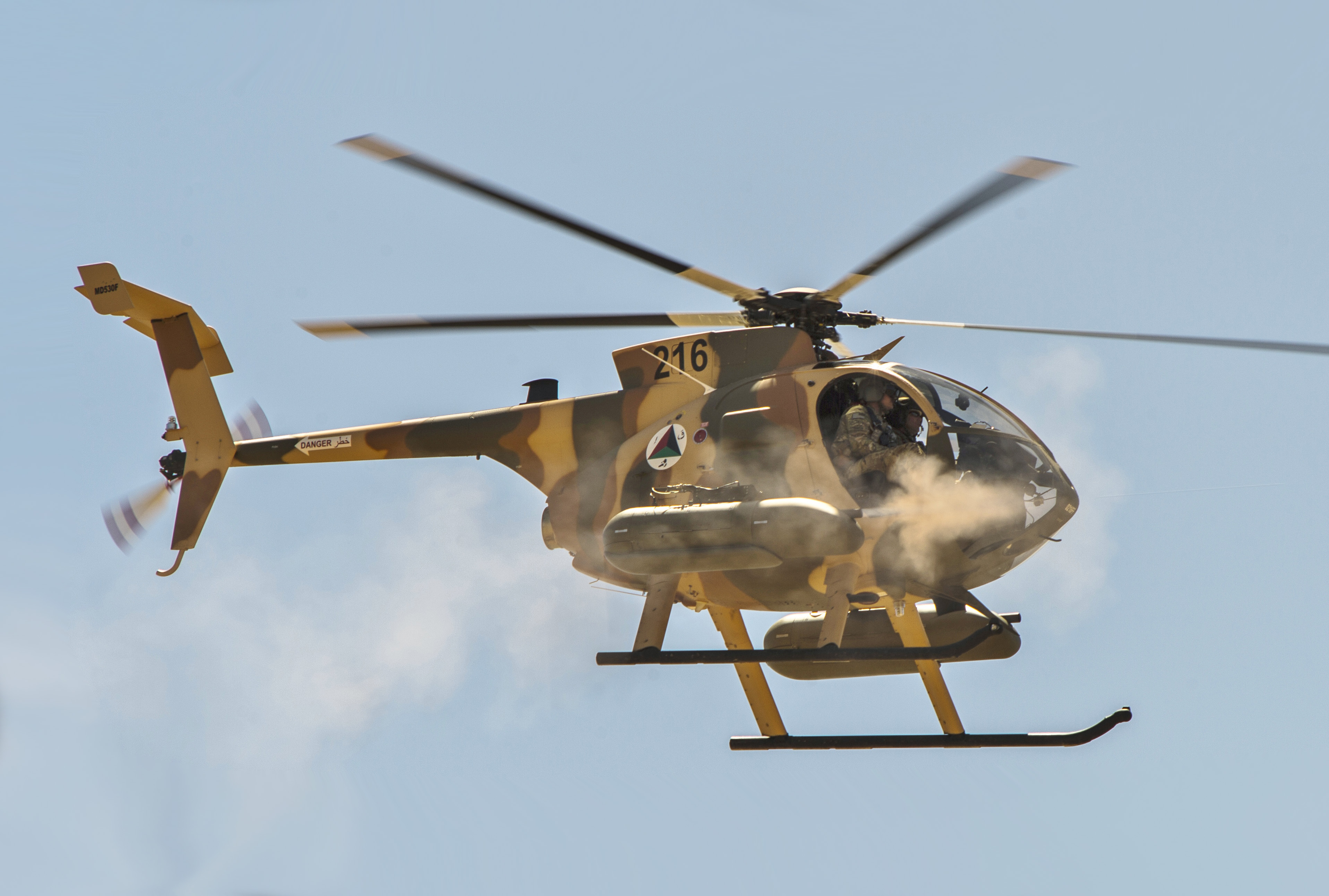
MD-530F (2015)

Il y a des rapports variables selon lesquels certains hélicoptères et hélicoptères à voilure fixe sont en état de voler. il s'agit de: Cessna 208s, An-32s, Mi-8/17s, Mil Mi-24, Hughes MD 500, UH-60 Black Hawks,,,.
Ci dessous la liste des aéronefs depuis la prise de pouvoir des taliban en 2021 :
| Aéronefs                  | Origine          | Type                                     | En service      | Versions             | Remarques                                                 |
| Avion de combat           | Avion de combat  | Avion de combat                          | Avion de combat | Avion de combat      | Avion de combat                                           |
| ------------------------- | ---------------- | ---------------------------------------- | --------------- | -------------------- | --------------------------------------------------------- |
| Aero L-39 Albatros        | Tchéquie         | Avion d'entraînement et d'attaque au sol | 2               | L-39C                | 2 appareils remis en service par les taliban.             |
| Avion de transport        |                  |                                          |                 |                      |                                                           |
| Antonov An-32             | Union soviétique | Avion de transport                       | 2               |                      |                                                           |
| Cessna 208 Caravan        | États-Unis       | Transport léger Utilitaire               | 4               | C208B                |                                                           |
| Hélicoptère               |                  |                                          |                 |                      |                                                           |
| Mil Mi-17                 | Russie           | Utilitaire                               | 4               | Mi-8 Mi-17DV Mi-17v5 | 56 appareils ont été utilisés par la Special Mission Wing |
| Mil Mi-24                 | Union soviétique | Attaque                                  | 3               | Mi-24 Mi-25 (1)      |                                                           |
| Hughes MD 500             | États-Unis       | Utilitaire Attaque léger Entraînement    | 2               | MD 530F              |                                                           |
| Sikorsky UH-60 Black Hawk | États-Unis       | Utilitaire                               | 2               | UH-60A               |                                                           |

### Aero L-39 Albatros

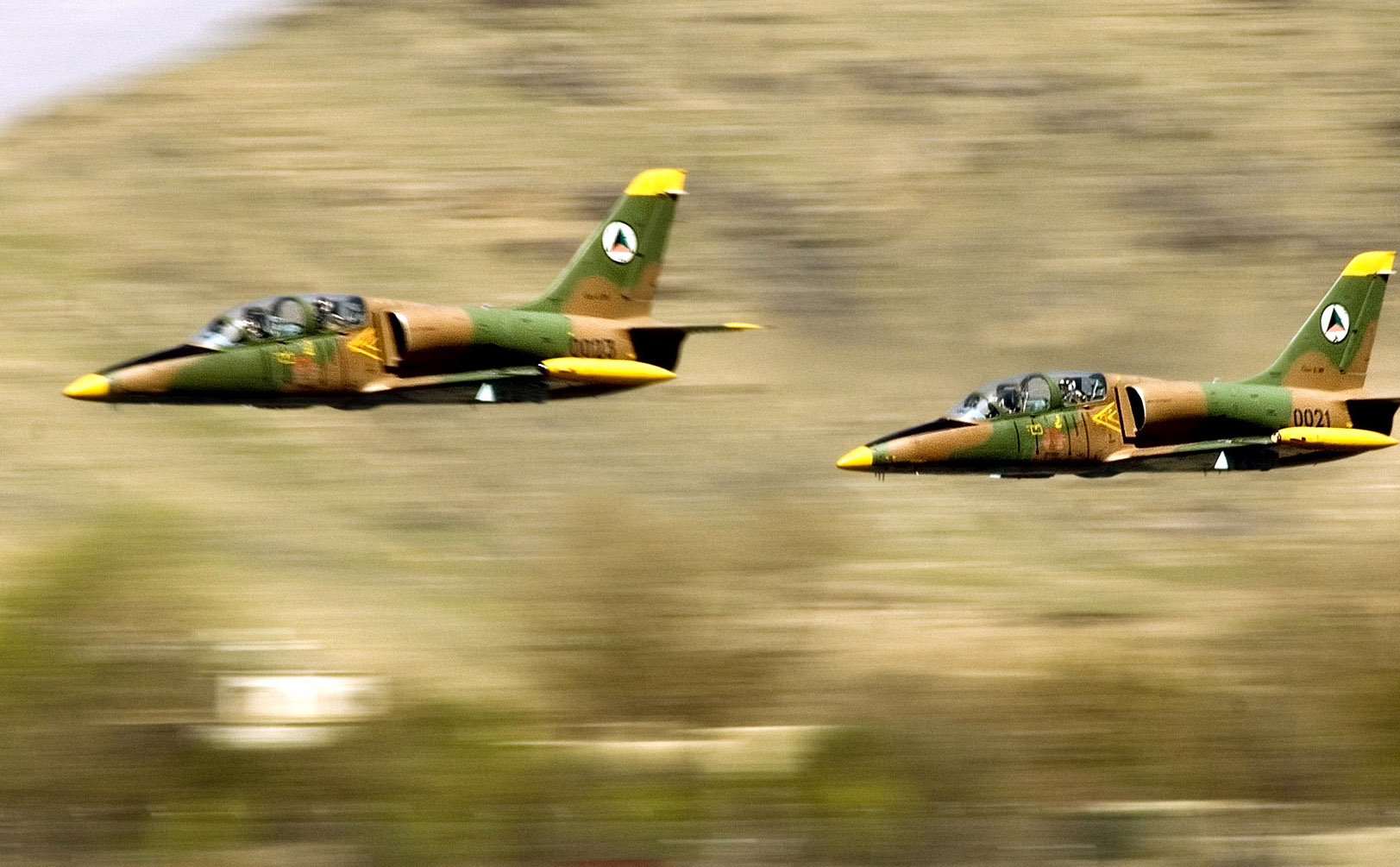
2 des 3 L-39C Albatros de l'ANAAC

L'école de pilotage de Sherpur aurait reçu 26 avion d'entraînement d'origine tchèque L-39C Albatros entre 1977 et 1984. Mais 3 seulement semblaient encore en service fin 2006. Deux propositions pour l'achat d'une vingtaine d'avions de combat L-159A ou AMX International AMX d'occasion ont été faites au gouvernement afghan à la fin de 2009. Il semble que trois L-39C aient été remis en service après 2021.

### Aeritalia C27A
L'USAF a acheté pour 287 millions de dollars 18 C27A des surplus de l'Aeronautica militare italienne qui doivent être livrés à Kaboul. Ils transitent par le 438th Air Expeditionnary Advisory Wing (en), l'unité chargée de la formation des équipages et de la reconstitution des forces aériennes afghanes avant leur mise en service en Afghanistan. En septembre 2010, six C27A étaient en service dans l'ANAAC. Les livraisons ont commencé en 2009 et devaient se terminer en 2011.
Très peu opérationnels, ils sont mis au rebut en décembre 2012 puis remplacés par 4 C-130H Hercules.

## Installations
| Base                                      | Opérateur                                                      | Description |
| ----------------------------------------- | -------------------------------------------------------------- | --- |
| Aéroport international de Kaboul (OAKB)   | FIAS                                                           | L'aéroport est la principale plaque tournante pour les vols internationaux civils. Elle sert d'état-major à la force aérienne afghane et accueille la 1re escadre aérienne et est également utilisé par la FIAS et les États-Unis. |
| Aéroport international de Kandahar (OAKN) | FIAS                                                           | Construit par les États-Unis autour de 1960, Kandahar est un aéroport à double usage servant au trafic civil et au soutien militaire pour les parties méridionale et centrale du pays. Kandahar a été un centre majeur pour les forces américaines et canadiennes vers la mi-2009 a été l'objet d'une importante accumulation de forces de la coalition. Elle accueille la 2de escadre. |
| Base aérienne de Shindand (OASD)          | Ministère afghan des transports et de l'aviation civile        | Base de la 3e escadre, Shindand est la deuxième plus grande base aérienne militaire dans le pays. Située juste au sud de Herat, elle comprend d'importants abris d'avions militaires et d'installations. Son emplacement fait un candidat de choix comme une base d'entraînement pour l'AAF.                                                                                            |
| Base aérienne de Bagram (OAIX)            | United States Armed Forces                                     | Bagram est la plus grande base aérienne purement militaire en Afghanistan. Elle est actuellement un centre principal des États-Unis et des forces alliées pour le fret en hélicoptère, et les vols de soutien. Construit par les Soviétiques dans les années 1950, elle possède une piste de 3 000 mètres capable d'accueillir des bombardiers lourds et des avions-cargos.             |
| Aéroport de Mazar-e-Charif (OAMS)         | FIAS / Ministère afghan des transports et de l'aviation civile | Mazar-e-Sharif est un aéroport à double usage servant aux régions nord et centre du pays. Un petit contingent américain a été basée là-bas. |
| Camp Bastion (OAZI)                       | Forces armées britanniques                                     | Situé au nord-ouest de Lashkar Gah, avec une piste de 3 500 m en asphalte, c'est un aéroport à double usage servant la province d'Helmand et les zones avoisinantes. Le camp américain Leatherneck est situé à côté de l'aéroport. |
| Aéroport d'Hérat (OAHR)                   | United States Air Force                                        | Herat est le principal aéroport civil pour la partie occidentale du pays, mais abrite également des avions militaires. |

Un certain nombre de petits aérodromes existent dans le pays :
- Bâmiyân (OABN) - unique piste de 2 595 mètres en gravier (07/25)
- Bost (OABT) - unique piste de 2 108 mètres en gravier (01/19)
- Chaghcharan (OACC) - unique piste de 1 524 mètres en gravier (06/24)
- Farah (OAFR) - unique piste de 2 042 mètres en béton (14/32)
- Fayzabad (OAFZ) - unique piste de 1 876 mètres (16/34)
- Ghazni (OAGN) - unique piste de 304 mètres (15/33)
- Jalalabad (OAJL) - unique piste de 2 218 mètres en asphalte (13/31)
- Khost (OAKS) - unique piste de 2 684 mètres en gravier (06/24)
- Kondôz (OAUZ) - unique piste de 2 576 mètres en gravier (14/32)
- Khwahan (OAHN) - unique piste de 992 mètres en gravier (17/35)
- Maïmana (OAMN) - unique piste de 1 288 mètres en gravier (14/32)
- Nili (OANL) - unique piste de 731 mètres en gravier (18/36)
- Qala i Naw (OAQN) - unique piste de 2 127 mètres en béton (22/04)
- Sheberghan (OASG) - deux pistes parallèles (06/24) de 2 621 mètres en asphalte et de 2 115 mètres en gravier
- Sheghnan (OASN) - unique piste de 803 mètres en gravier (16/34)
- Tâloqân (OATQ) - unique piste de 1 574 mètres en gravier (08/26)
- Tarin Kôt (OATN) - unique piste de 1 830 mètres en gravier (12/30)
- Teh Wareh (OATW) - unique piste de 594 mètres en gravier (18/36)
- Yangi Qala (OAYQ) - unique piste de 652 mètres en gravier (03/21)
- Zarandj (OAZJ) - unique piste de 1 981 mètres en gravier (16/34)

## Grades
- Tableau des grades des militaires du rang et des sous-officiers de l'AAF.

| Code OTAN | OR-1   | OR-2            | OR-4    | OR-5    | OR-6         | OR-7                       |
| --------- | ------ | --------------- | ------- | ------- | ------------ | -------------------------- |
|           |        |                 |         |         |              |                            |
| Grade     | Soldat | Première classe | Caporal | Sergent | Sergent-chef | Sergent de première classe |

- Tableau des grades des officiers de l'AAF.

| Code OTAN | OF-1                       | OF-1            | OF-1       | OF-2                 | OF-2      | OF-3  | OF-4               | OF-5    |  |
| --------- | -------------------------- | --------------- | ---------- | -------------------- | --------- | ----- | ------------------ | ------- |  |
|           |                            |                 |            |                      |           |       |                    |         |  |
| Grade     | Sous-lieutenant subalterne | Sous-lieutenant | Lieutenant | Capitaine subalterne | Capitaine | Major | Lieutenant-colonel | Colonel |  |

- Tableau des grades des officiers généraux de l'AAF.

| Code OTAN | OF-6              | OF-7          | OF-8               | OF-9    | OF-10                        |  |
| --------- | ----------------- | ------------- | ------------------ | ------- | ---------------------------- |  |
|           |                   |               |                    |         |                              |  |
| Grade     | Brigadier-général | Major-général | Lieutenant-général | Général | Général de la Force Aérienne |  |